# Santiago Ramírez
Pour les articles homonymes, voir Ramírez et Morales.
Ramírez  Morales est un nom espagnol. Le premier nom de famille, en général paternel, est Ramírez ; le second, en général maternel, souvent omis, est Morales.
Santiago Ramírez Morales, né le 20 juillet 1994 à Cali (département de Valle del Cauca), est un coureur cycliste sur piste colombien, spécialisé dans les épreuves de vitesse. Il a disputé la vitesse individuelle aux Jeux olympiques de Rio.

## Biographie
Santiago Ramírez réside à Chinchiná, dans le département de Caldas. Il est marié et à une fille.
Début 2017, Santiago Ramírez fait régulièrement partie de la sélection colombienne de cyclisme sur piste. Dans son palmarès, ressort les deux médailles d'or, assortis des records continentaux, lors des précédents championnats panaméricains mais aussi ses trois titres conquis lors des Juegos Nacionales 2015, à Cali, sa ville natale. 2016 se singularise également par sa présence dans les dix meilleurs mondiaux sur le kilomètre aux championnats du monde et sa participation à la vitesse individuelle aux Jeux olympiques de Rio. Lors des championnats au Mexique, en vitesse par équipes, il réalise 42 s 772, nouveau record panaméricain, en compagnie de Rubén Darío Murillo et Fabián Puerta, ce qui les place au niveau des meilleurs triplettes mondiales. Ils participent à deux manches de coupe du monde en février (Cali et Los Angeles) mais pour préparer le principal objectif de l'année les Mondiaux de Hong Kong.

## Palmarès

### Jeux olympiques
- Rio 2016
  - 23e de la vitesse individuelle.

### Championnats du monde
- Cali 2014
  - 10e de la vitesse par équipes (éliminé au tour qualificatif)[2].
- Londres 2016
  - 9e du kilomètre[3].
  - 30e de la vitesse individuelle[4] (éliminé au tour qualificatif[5]).
- Hong Kong 2017
  - 11e de la vitesse par équipes (éliminé au tour qualificatif)[6].
  - 15e du kilomètre[7].
  - 17e du keirin[8] (éliminé au repêchage du premier tour[9]).
  - 28e de la vitesse individuelle[10] (éliminé 1/16e de finale[11]).
- Apeldoorn 2018
  - 11e de la vitesse par équipes (éliminé au tour qualificatif)[12].
  - 25e du keirin[13] (éliminé au repêchage du premier tour[14]).
- Pruszków 2019
  - 13e du kilomètre[15].
  - 20e du keirin[16] (éliminé au repêchage du premier tour[17]).
- Berlin 2020
  - 12e du kilomètre[18].
  - 23e du keirin[19] (éliminé au repêchage du premier tour[20]).
  - 32e de la vitesse individuelle[21] (éliminé en qualifications[22]).
- Roubaix 2021
  - 11e du kilomètre (éliminé au tour qualificatif)[23].
  - 13e du keirin[24] (éliminé au repêchage du premier tour[25]).
- Saint-Quentin-en-Yvelines 2022
  - 10e de la vitesse par équipes (éliminé au tour qualificatif)[26].
  - 13e du keirin[27] (éliminé en quarts de finale[28]).
  - 17e du kilomètre (éliminé au tour qualificatif)[29].
- Glasgow 2023
  - 9e du kilomètre (éliminé au tour qualificatif)[30].
  - 12e de la vitesse par équipes (éliminé au tour qualificatif)[31].
  - 23e du keirin[32] (éliminé au repêchage du premier tour[33]).
- Ballerup 2024
  - 5e du kilomètre[34].
  - 6e de la vitesse par équipes[35] (éliminé au premier tour[36]).
  - 16e du keirin[37].

### Coupe du monde
- 2013-2014
  - 2e du keirin à Guadalajara

### Coupe des nations
- 2021
  - Classement général du kilomètre
    - 3e du kilomètre à Cali

  - 3e du keirin à Cali
- 2022
  - Classement général du kilomètre
    - 2e du kilomètre à Cali
    - 3e du kilomètre à Milton

  - 2e de la vitesse par équipes à Cali

### Ligue des champions
- 2022
  - 2e du keirin à Londres (I)

### Championnats panaméricains
- Mexico 2013
  -  Médaillé d'argent du keirin.
  -  Médaillé de bronze de la vitesse individuelle.
  - Quatrième de la vitesse par équipes (avec Fabián Puerta et Rubén Darío Murillo)[38].
- Aguascalientes 2014
  -  Médaillé d'argent de la vitesse par équipes (avec Fabián Puerta et Rubén Darío Murillo).
  -  Médaillé de bronze du kilomètre.
  -  Médaillé de bronze de la vitesse individuelle.
- Santiago 2015
  -  Médaillé d'or du kilomètre.
  - Cinquième de la vitesse par équipes (avec Fabián Puerta et Rubén Darío Murillo).
- Aguascalientes 2016
  -  Médaillé d'or du kilomètre.
  -  Médaillé d'or de la vitesse par équipes (avec Rubén Darío Murillo et Fabián Puerta).
  -  Médaillé de bronze de la vitesse individuelle.
  - Septième du keirin[39].
- Couva 2017
  -  Médaillé d'or de la vitesse par équipes (avec Rubén Darío Murillo et Fabián Puerta).
  -  Médaillé d'argent du kilomètre.
  - Quatrième de la vitesse individuelle[40].
  - Septième du keirin[41].
- Aguascalientes 2018
  -  Médaillé d'or du kilomètre.
  -  Médaillé d'argent du keirin.
  -  Médaillé d'argent de la vitesse par équipes (avec Rubén Darío Murillo et Kevin Quintero).
- Cochabamba 2019
  -  Médaillé d'argent du kilomètre.
  -  Médaillé d'argent du keirin.
  - Sixième de la vitesse individuelle[42].
  - Disqualifié de la vitesse par équipes (avec Rubén Darío Murillo et Vincent Pelluard)[43].
- Lima 2021
  -  Médaillé d'or de la vitesse par équipes (avec Rubén Darío Murillo et Kevin Quintero).
  -  Médaillé d'argent du kilomètre.
  -  Médaillé d'argent du keirin.
  -  Médaillé d'argent de la vitesse individuelle.
- Lima 2022
  -  Médaillé d'or du kilomètre.
  -  Médaillé de bronze du keirin.
  -  Médaillé de bronze de la vitesse par équipes (avec Carlos Echeverri, Juan David Ochoa et Kevin Quintero).
- San Juan 2023
  -  Médaillé d'argent du kilomètre.
- Los Angeles 2024
  -  Médaillé d'or de la vitesse par équipes (avec Rubén Darío Murillo et Kevin Quintero)
  -  Médaillé d'or du kilomètre
  -  Médaillé de bronze de la vitesse individuelle.

### Jeux panaméricains
- Toronto 2015
  - Quatrième de la vitesse par équipes (avec Anderson Parra et Fabián Puerta)[44].
  - Dixième de la vitesse individuelle[45] (éliminé en repêchage des 1/8e de finale[46]).
- Lima 2019
  -  Médaillé d'or de la vitesse par équipes

### Jeux d'Amérique centrale et des Caraïbes
- Veracruz 2014
  - Quatrième du keirin[47].

### Jeux sud-américains
- Santiago 2014
  -  Médaillé d'argent de la vitesse par équipes (avec Rubén Darío Murillo et Fabián Puerta).

### Jeux bolivariens
- Santa Marta 2017
  -  Médaillé d'or de la vitesse par équipes  (avec Rubén Darío Murillo et Fabián Puerta).
  -  Médaillé d'argent du keirin.
  -  Médaillé d'argent de la vitesse individuelle.
- Valledupar 2022
  -  Médaillé d'or de la vitesse par équipes (avec Juan David Ochoa et Kevin Quintero).
  -  Médaillé d'argent de la vitesse individuelle.
  -  Médaillé d'argent du keirin.

### Championnats nationaux
- Medellín 2013
  -  Médaillé d'or de la vitesse par équipes (avec Fabián Puerta et Rubén Darío Murillo)[48].
  -  Médaillé d'argent du kilomètre[49].
  -  Médaillé d'argent du keirin[50].
- Medellín 2014
  -  Médaillé de bronze du kilomètre[51].
  -  Médaillé de bronze du keirin[52].
  -  Médaillé de bronze de la vitesse individuelle[53].
- Cali 2015
  -  Médaillé d'argent de la vitesse par équipes (avec Rubén Darío Murillo et Fabián Puerta)[54].
- Juegos Nacionales Cali 2015
  -  Médaillé d'or du kilomètre des XX Juegos Deportivos Nacionales[55].
  -  Médaillé d'or de la vitesse individuelle des XX Juegos Deportivos Nacionales[55].
  -  Médaillé d'or de la vitesse par équipes des XX Juegos Deportivos Nacionales[55].
- Medellín 2016
  -  Médaillé d'or du kilomètre[56].
  -  Médaillé d'or du keirin[57].
  -  Médaillé d'or de la vitesse individuelle[58].
  -  Médaillé d'or de la vitesse par équipes (avec Juan David Ochoa et Rubén Darío Murillo)[59].
- Cali 2017
  -  Médaillé d'or du keirin[60].
  -  Médaillé d'or de la vitesse individuelle[61].
  -  Médaillé d'or de la vitesse par équipes (avec Rubén Darío Murillo et Fabián Puerta)[62].
  -  Médaillé d'argent du kilomètre[63].
- Cali 2019
  -  Médaillé d'or du kilomètre[64].
  -  Médaillé d'or de la vitesse par équipes (avec Rubén Darío Murillo et Vincent Pelluard)[65].
  -  Médaillé d'argent du keirin[66].
  -  Médaillé d'argent de la vitesse individuelle[67].
- Juegos Nacionales Cali 2019
  -  Médaillé d'or de la vitesse par équipes des XXI Juegos Deportivos Nacionales (avec Rubén Darío Murillo et Juan David Ochoa)[68].
  -  Médaillé d'argent du kilomètre des XXI Juegos Deportivos Nacionales[69].
  -  Médaillé d'argent de la vitesse individuelle des XXI Juegos Deportivos Nacionales[70].
- Cali 2021
  -  Médaillé d'or du kilomètre[71].
  -  Médaillé d'or du keirin[72].
  -  Médaillé d'or de la vitesse par équipes (avec Rubén Darío Murillo et Juan David Ochoa)[73].
  -  Médaillé d'argent de la vitesse individuelle[74].
- Cali 2022
  -  Médaillé d'or du kilomètre[75].
  -  Médaillé d'or du keirin[76].
  -  Médaillé d'or de la vitesse par équipes (avec Carlos Echeverri et Juan David Ochoa)[77].
  -  Médaillé de bronze de la vitesse individuelle[78].
- Medellín 2023
  -  Médaillé d'or de la vitesse par équipes (avec Carlos Echeverri et Rubén Darío Murillo)[79].
  -  Médaillé d'argent du kilomètre[80].
  -  Médaillé de bronze du keirin[81].
  -  Médaillé de bronze de la vitesse individuelle[82].
- Juegos Nacionales Eje Cafetero 2023
  -  Médaillé d'or du kilomètre des XXII Juegos Deportivos Nacionales[83].
  -  Médaillé d'argent du keirin des XXII Juegos Deportivos Nacionales[84].
  -  Médaillé de bronze de la vitesse individuelle des XXII Juegos Deportivos Nacionales[85].
  -  Médaillé de bronze de la vitesse par équipes des XXII Juegos Deportivos Nacionales (avec Rubén Darío Murillo et Juan David Ochoa)[86].
- Medellín 2024
  -  Médaillé d'or du kilomètre[87].
  -  Médaillé d'or de la vitesse par équipes (avec Rubén Darío Murillo, Juan Esteban Duque et John Esteban Beltrán)[88].
  -  Médaillé d'argent du keirin[89].
  -  Médaillé d'argent de la vitesse individuelle[90].